# Jemtxujni (Khakàssia)
|  | Per a altres significats, vegeu «Jemtxujni». |

Jemtxujni (en rus: Жемчужный) és un poble (un possiólok) de la República de Khakàssia, a Rússia, que el 2013 tenia 770 habitants. Pertany al districte de Xirà.